# 阿提克穆斯塔法帕夏清真寺
阿提克穆斯塔法帕夏清真寺（土耳其語：Atik Mustafa Paşa Camii）位于土耳其伊斯坦布尔法提赫区，君士坦丁堡城墙以内数百米处，君士坦丁堡第六山脚下，邻近金角湾。原为一座东正教布拉基奈的圣特克拉教堂，奥斯曼帝国将其改为清真寺。建筑风格上属于11-12世纪。

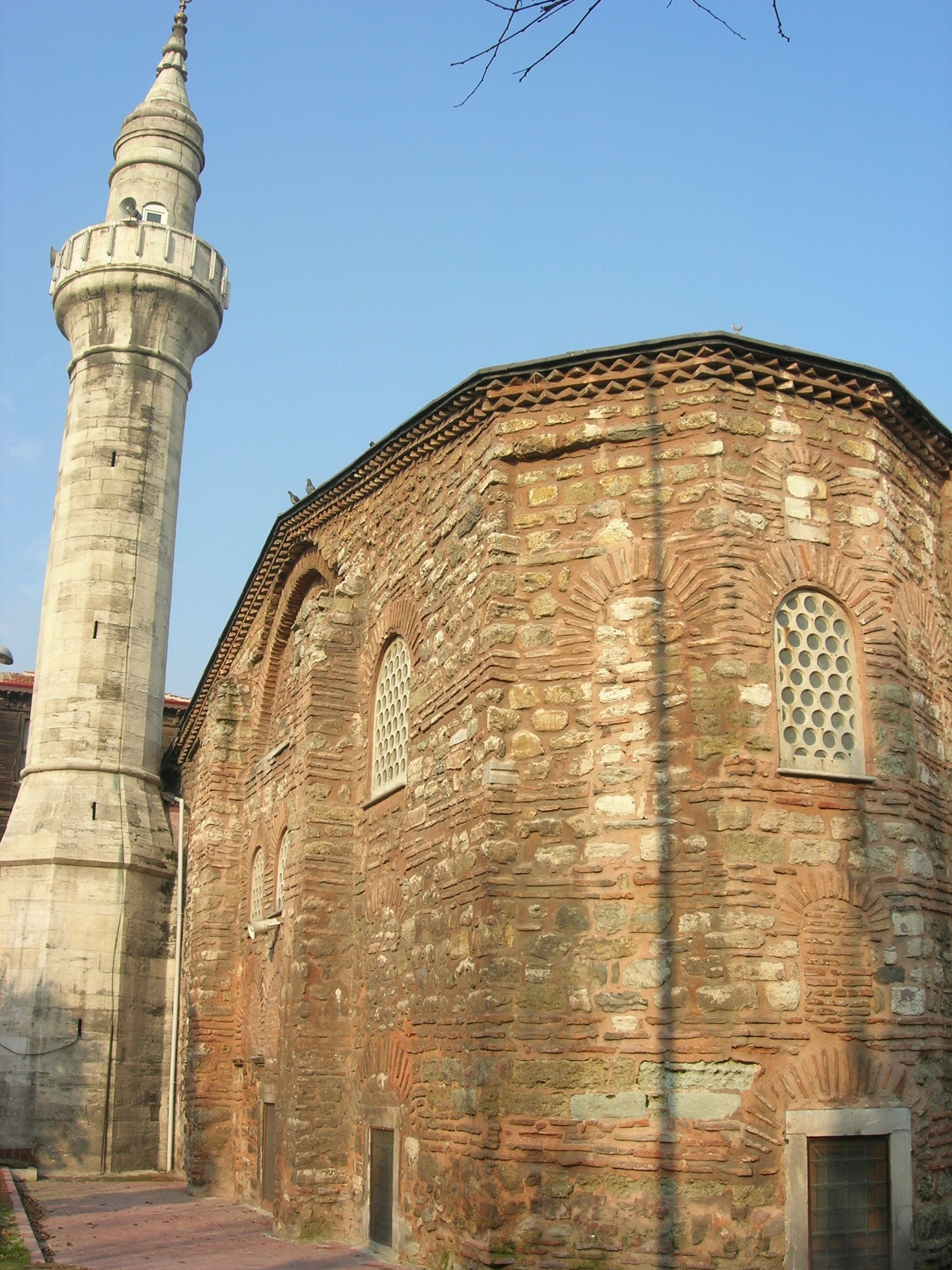
后殿